# Klopociîn, Ivanîci
Klopociîn (în ucraineană Клопочин) este un sat în comuna Starîi Porîțk din raionul Ivanîci, regiunea Volînia, Ucraina.

## Demografie
Componența lingvistică a localității Klopociîn
     Ucraineană (98,18%)
     Rusă (1,82%)
Conform recensământului din 2001, majoritatea populației localității Klopociîn era vorbitoare de ucraineană (98,18%), existând în minoritate și vorbitori de rusă (1,82%).